# Jure Ivanušič
Jure Ivanušič, slovenski igralec, pianist, skladatelj, šansonjer, režiser in prevajalec, * 24. marec 1973, Maribor.

## Študij
Jure Ivanušič je študiral dramsko igro na ljubljanski AGRFT ter klavir na Universität für Musik und Darstellende Kunst in Graz v Gradcu. 

## Igralstvo
Na slovenskih gledaliških odrih je kreiral različne karakterne vloge (Pentheus v Evripidovih Bakhantkah, Jerry v Albeejevi Zoo Story, Lorenzo di Spadaro v Andrejevih Črnih maskah, Mozart v Amadeusu in Brindsley Miller v Shafferjevi Črni komediji, Blue Morphan v Shepardovi Nevidni roki, Axel v Strindbergovem Igranju z ognjem,...) za katere je prejel najvišje nagrade in priznanja tako doma kot v tujini. Predstava Zadet Kabaret, ki jo je napisal skupaj s fizikom Petrom Žigerjem, jo režiral ter zanjo prispeval tudi glasbo, je bila po oceni strokovne kritike najboljša predstava SNG Maribor v sezoni 1997/98. Režiral je uspešnico Jutri začnem Dese Muck, s katero je napisal tudi komični triler Božični večer, ki je doživel premiero v Koprskem gledališču leta 2008 ter prvo slovensko postavitev Monologov vagine Eve Ensler. Uspešno sodeluje s hrvaškim gledališčem Ulysses na Brionih.
Igral je v več slovenskih filmih (Outsider, Felix, Rdeča raketa,...) ter ustvaril glavne vloge v celovečercih Prehod Borisa Palčiča, ki je prejel nagrado publike na Portoroškem filmskem festivalu 2008, v zadnjem filmu Francija Slaka Kakor v nebesih, tako na zemlji in v filmu Marka Naberšnika Slovenija, Avstralija in jutri ves svet (2017).
Napisal je scenarij in odigral glavno vlogo tudi v celovečernem televizijskem filmu Stekle lisice (2017).. V sodelovanju s soscenaristom Markom Vezoviškom sta nastali predstavi Od tišine do glasbe, ki je imela že več kot 350 ponovitev in Prešern Kabaret ter tudi scenarij za televizijski film Lepo je biti Mozart v katerem je odigral deset vlog in prejel Vikendov gong ustvarjalnosti. 
Prav tako je igral v več slovenskih nadaljevankah in nanizankah ter vodil različne televizijske oddaje in prireditve (Impromtu, Slovenska popevka 2002 in 2008, Državna proslava ob vstopu Slovenije v Nato 2004, Narečna popevka 2001 – 2003, UNICEF, Dobrodelni Miklavžev koncert, Koncert filmske glasbe, ipd....). Na Radiu Slovenija je vodil oddajo Igramo se z zvezdami z Big Bandom RTV, kjer je gostil igralce, ki pojejo. Oddaja je dobila tudi televizijsko različico.
Leta 1994 je nastopil v tiskanem oglasu za jogurte Še pa še Ljubljanskih mlekarn.

## Glasba
Kot koncertni pianist je izvajal dela Franza Liszta, Frederica Chopina ter Mozartove Koncerte za klavir in orkester K. 414, K. 449, K. 453 in K. 488 z orkestrom Mariborske filharmonije ter na koncertih Društva Glasbenih Umetnikov Maribor. Z Vanesso Redgrave je nastopil na UNICEF koncertih v Londonu, Syracusi in Varšavi. Od leta 1992 redno koncertira z Radetom Šerbedžijo po Evropi in svetu. Napisal je tudi recesijsko opero Evstahij in Jekaterina ter scensko glasbo za predstavo Črne maske ob otvoritvi Primorskega festivala v Kopru 2000. Je avtor več scenskih glasb za gledališče in skupaj z Nano Forte soavtor glasbe za muzikal Obuti maček po dramski predlogi Andreja Rozmana - Roze.
Avtorske pesmi iz glasbeno-gledališkega projekta Bil sem ti blizu so bile kasneje izdane na albumu Jure Ivanušič & Gusarji: Ob desetih zvečer (ZKP, RTV 1999). Je večkratni nagrajenec Festivala Šansona (2001, 2005) in Slovenske popevke (2003). Leta 2011 je doživela premiero predstava za igralca in bend Srce v kovčku ob kateri je izšla zgoščenka Jure Ivanušič & Nordunk: Srce v kovčku (Celinka CEL CD 027) z avtorskimi prevodi belgijsko-francoskega šansonjerja Jacquesa Brela. Leta 2012 je postavil na oder avtorski projekt Kabaret za tuje turiste. S Simfoničnim orkestrom RTV Slovenija je leta 2016 posnel svoj avtorski album pesmi z naslovom Sonce in sence.

## Zasebno
Njegova partnerica je skladateljica Nana Forte s katero ima hčer.

## Diskografija
- Jure Ivanušič & Gusarji - Ob desetih zvečer, 1999
- Jure Ivanušič & NORDunk - Srce v kovčku, 2011
- Jure Ivanušič, Simfonični Orkester* In Big Band RTV Slovenija - Sonce in sence, 2016

## Slovenska popevka
- 2003: Ko bo umrla ljubezen - 2. mesto (5356 telefonskih glasov), nagrada strokovne žirije za najboljše besedilo
- 2013: Plavi angel - 3. mesto, nagrada strokovne žirije za najboljšo interpretacijo